# Yōnen Club
Yōnen Club (japanisch 幼年倶楽部, Yōnen Kurabu, dt. „Kinderclub“) war ein japanisches Manga-Magazin, das sich an Kinder richtete und daher zur Kodomo-Kategorie gezählt wird. Es erschien ab 1926 monatlich bei Kōdansha und enthielt eine Mischung aus Mangas, Fotoserien, bebilderten Artikeln und illustrierten Fortsetzungsromanen. Eine Ausgabe umfasste etwa 400 Seiten und wurde im Januar 1931 etwa 950.000 Mal verkauft, was den Höhepunkt des Popularität des Magazins darstellte. Insbesondere während des Krieges ging der Umfang der Inhalte wie auch der Absatz zurück, bis es 1943 eingestellt wurde. Nach 1945 wurde es erneut aufgelegt, konnte aber nie an den alten Erfolg anknüpfen und wurde zu Beginn der 1960er Jahre schließlich endgültig eingestellt. Mit seiner Aufmachung hatte es großen Einfluss auf die Manga-Magazine der Nachkriegszeit.
Schwestermagazin war die an männliche Jugendliche gerichtete Shōnen Club und die an weibliche Jugendliche gerichtete Shōjo Club.

## Serien (Auswahl)
- Tank Tankuro von Gajo Sakamoto[2]
- Mamezō von Tagawa Suihō